# Садыхзаде, Октай Сеид-Гусейн оглы
Окта́й Сеи́д-Гусе́йн оглы Садыхзаде́ (азерб. Oqtay Seyid Hüseyn oğlu Sadıqzadə; 24 февраля 1921, Хызы — 20 декабря 2014, Баку) — советский и азербайджанский художник; Народный художник Азербайджана (1992), Заслуженный деятель искусств Азербайджанской ССР (1977), лауреат Государственной премии Азербайджана (2014).

## Биография
В 1939 году окончил Бакинский художественный техникум. В 1941 году был выслан как член семьи, подвергшейся репрессиям; вернулся в Баку в 1946 году. Работал в области книжной графики.
В 1956 году окончил Московский государственный академический художественный институт имени В. И. Сурикова по специальности «графика». Работал художественным редактором издательства «Азернешр».

### Семья
- Отец — Сеид Гусейн (Сеид Садыхзаде) (1887—1938), писатель[1].
- Мать — Уммугюльсум, урождённая Расулзаде (1899—1944), поэтесса, двоюродная сестра Мамед-Эмина Расулзаде[1].
- Жена — Эльмира Шахтахтинская (1930—1996), художник[4].
- Сын — Алтай Садыхзаде (р. 1951), художник[4].

## Творчество
Иллюстрировал издания произведений азербайджанской и мировой литературы (Бальзака, Гюго, Тургенева, Горького, Мирзы Фатали Ахундзаде, Гусейна Джавида, Джафара Джаббарлы, Решада Нури Гюнтекина и других) в жанрах тематического табло, композиции и портрета. Оформлял Музей азербайджанской литературы имени Низами Гянджеви, Азербайджанский национальный музей истории, дома-музеи Узеира Гаджибейли, Гусейна Джавида, Самеда Вургуна, Бюльбюля.
Создал галерею портретов выдающихся представителей азербайджанского народа: цикл монументальных произведений «Низами Гянджеви и мировая культура», портреты Гатрана Тебризи и Хуршидбану Натаван, табло «Жертвы репрессий 1937 года», триптих «Гусейн Джавид».
Работы О. Садыхзаде хранятся в Национальном музее искусств Азербайджана, Третьяковской галерее (Москва), а также в частных коллекциях в США, Германии, Канаде, Израиле.

## Награды и признание
- Медаль «За трудовое отличие» (9 июня 1959) — за выдающиеся заслуги в развитии азербайджанского искусства и литературы и в связи с декадой азербайджанского искусства и литературы в гор. Москве[5]
- Заслуженный деятель искусств Азербайджанской ССР (1977)
- Народный художник Азербайджана (4 марта 1992) — за заслуги в развитии азербайджанского изобразительного искусства[6]
- Орден «Шохрат» (27 февраля 1999) — за заслуги В развитии азербайджанского искусства[7]
- Орден «Шараф» (24 февраля 2011) — за заслуги в развитии азербайджанской культуры[8][9]
- Государственная премия Азербайджана в области науки, культуры и литературы (27 мая 2014) — за заслуги в развитии азербайджанского изобразительного искусства[10].
- Персональная стипендия Президента Азербайджанской Республики (11 июня 2002)[11].